# Такуарі (річка)
Такуарі (ісп. Rio Tacuarí) — річка в республіці Уругвай.

## Географія
Річка починається на узвищенні Кучилья Гранде ще в департаменті Серро-Ларго і протікає з північного заходу на південний схід кордону з департаментом Трейнта-і-Трес, потім повертає на схід і впадає в озеро Мірим.
Довжина 230 км, басейн займає площу 3600 км².

## Фауна
У 2009 в басейн Такуарі та Ріо Негро був знайдений вид цихлід, який по-науковому зветься «Gymnogeophagus tiraparae».